# زوراب مينتشافيلي
زوراب مينتشافيلي (30 يناير 1980 جورجيا - ) هو لاعب كرة قدم جورجي، يلعب كلاعب وسط.

## وصلات خارجية
زوراب مينتشافيلي على موقع الاتحاد الدولي (مؤرشف)  (الإنجليزية)
- زوراب مينتشافيلي على موقع قاعدة بيانات كرة القدم.إي يو (الإنجليزية)
- زوراب مينتشافيلي على موقع ناشيونال فوتبول تيمز (الإنجليزية)
- زوراب مينتشافيلي على موقع Soccerway.com (الإنجليزية)
- زوراب مينتشافيلي على موقع عالم كرة القدم.نت (الإنجليزية)